# Pokémon Guld och Silver
Pokémon Guld och Silver (engelska: Pokémon Gold and Silver version) är två i princip identiska spel i Pokémonserien, som båda släpptes till Game Boy Color. Den enda skillnaden mellan spelen är att vissa Pokémon endast är tillgängliga i en version. 
Man brukar beteckna Pokémon Guld och Silver som början för generation II, där generation I åsyftar de pokémon som finns med i de tidigare spelen. En direkt uppföljare till Pokémon Guld och Silver vid namn Pokémon Crystal har gjorts, som innehåller samma berättelse, men med vissa uppdateringar.

## Spelupplägg
I spelets inledande fas kan spelaren välja mellan tre olika Pokémon;  Chikorita (av typen gräs), Cyndaquil (av typen eld) och Totodile (av typen vatten). 
Till skillnad från föregångarna Pokémon Röd och Blå samt Pokémon Gul så utspelar sig Guld och Silver i en ny region, Johto. Förutom detta så finns det 100 nya Pokémon, borträknat de 151 som redan fanns i de tidigare spelen.

## Gymledare och Elite Four
I spelet finns åtta gymledare som spelaren måste besegra för att kunna klara ut spelet. Nedan följer bland annat vilka de är, i vilken stad de håller till och vilka Pokémon de använder:
| Gymledare | Stad           | Typspecialisering | Pokémon de använder                                      | Gymnål        |
| --------- | -------------- | ----------------- | -------------------------------------------------------- | ------------- |
| Falkner   | Violet City    | Flygande          | L7 Pidgey, L9 Pidgeotto                                  | Zephyr Badge  |
| Bugsy     | Azalea Town    | Insekt            | L14 Metapod, L16 Scyther, L14 Kakuna                     | Hive Badge    |
| Whitney   | Goldenrod City | Normal            | L18 Clefairy, L20 Miltank                                | Plain Badge   |
| Morty     | Ecruteak City  | Spöke             | L21 Gastly, L21 Haunter, L25 Gengar, L23 Haunter         | Fog Badge     |
| Chuck     | Cianwood City  | Kamp              | L27 Primeape, L30 Poliwrath                              | Storm Badge   |
| Jasmine   | Olivine City   | Stål              | L30 Magnemite, L30 Magnemite, L35 Steelix                | Mineral Badge |
| Pryce     | Magohany Town  | Is                | L27 Seel, L29 Dewgong, L31 Piloswine,                    | Glacier Badge |
| Claire    | Blackhorn City | Drake             | L37 Dragonair, L37 Dragonair, L37 Dragonair, L40 Kingdra | Rising Badge  |

Förutom dessa möter spelaren Elite Four, som är några de tuffaste tränarna. Efter att de fyra första är besegrade möter man den regerande Pokémonmästaren. Klarar man inte av att besegra alla 5 i rad blir spelaren tvingad att börja om från början. Elite Four är följande:
| Motståndare | Typspecialisering | Pokémon de använder                                                                      |
| ----------- | ----------------- | ---------------------------------------------------------------------------------------- |
| Will        | Psykisk           | L40 Xatu, L41 Jynx, L41 Exeggutor, L41 Slowbro, L42 Xatu                                 |
| Koga        | Gift              | L40 Ariados, L41 Venomoth, L43 Forretress, L42 Muk, L44 Crobat                           |
| Bruno       | Kamp              | L42 Hitmontop, L43 Onix, L42 Hitmonchan, L42 Hitmonlee, L46 Machamp                      |
| Karen       | Mörker            | L42 Umbreon, L42 Vileplume, L44 Murkrow, L45 Gengar, L47 Houndoom                        |
| Lance       | Drake             | L44 Gyarados, L47 Dragonite, L47 Dragonite, L46 Aerodactyl, L46 Charizard, L50 Dragonite |